# Hessen-kasselsches Infanterieregiment No. 5 (1756)
Das Hessen-kasselsche Infanterieregiment No. 5 war eine 1688 als Erbprinz Friedrich zu Fuß gegründete militärische Einheit in der Landgrafschaft Hessen-Kassel. Das Regiment führte unterschiedliche Namen.

## Geschichte
Das Regiment wurde 1688 als Regiment „Erbprinz Friedrich“ aufgestellt. Es nahm am Pfälzischen Erbfolgekrieg teil und kämpfte unter anderem 1688 bei der Verteidigung von Koblenz, 1689 bei Eroberung von Mainz, 1690 bei Fleurus, sowie 1695 bei der Belagerung und Erstürmung von Namur.
Im Spanischen Erbfolgekrieg kämpfte das Regiment in der Schlacht am Speyerbach, wo es am 15. November 1703 nahezu vollständig aufgerieben wurde. Danach folgten noch Kämpfe am 2. Juli 1704 am Schellenberg, am 13. August 1704 in der Schlacht bei Höchstädt, und am 9. September 1706 bei Castiglione. Es folgte die Teilnahme an der Belagerung von Toulon im August 1707, an der Schlacht bei Malplaquet, der Belagerung von Donay 1710, und dem Gefecht bei Quesnay 1712
Im Österreichischen Erbfolgekrieg kämpfte das Regiment, zusammen mit dem Regiment „Prinz Friedrich“, an der Weser, in den Niederlanden, am Rhein, Main und in Bayern.
1789 wurde das „Leib-Füsilier-Regiment“ und das Regiment „Landgraf“ zum „Leib-Infanterie-Regiment“ zusammengelegt. Das ehemalige Leib-Füsilier-Regiment bildete dabei das I. Bataillon, das Regiment Landgraf das II. Bataillon.
Nach der Annexion Kurhessens 1866 durch Preußen stellte sich das 1. Kurhessische Infanterie-Regiment Nr. 81 in die Tradition dieses Regiments.